# Resident Evil (série de films)
Pour les articles homonymes, voir Resident Evil (homonymie).
 Pour plus de détails, voir Fiche technique et Distribution
Resident Evil est une franchise cinématographique adaptée de la série de jeux vidéo japonaise Resident Evil.
George A. Romero, un réalisateur connu pour ses films de zombies, avait été engagé pour adapter le jeu original au cinéma. Cependant, Sony Pictures a annulé son projet et a choisi Paul W. S. Anderson comme réalisateur. En 2023, le travail de Romero sur l’adaptation fait l’objet d’un documentaire intitulé George A. Romero’s Resident Evil.
La série commence avec une hexalogie librement inspirée des jeux et développée par Paul W. S. Anderson entre 2002 et 2016. Elle met en scène les aventures d’Alice (incarnée par Milla Jovovich), un ancien agent de sécurité de la multinationale Umbrella Corporation, qui tente de survivre dans un monde envahi par des morts-vivants et autres armes biologiques à cause d'un virus libéré par la société. Au cours de ses aventures, elle rencontrera de nombreux personnages issus de la série des jeux dont Claire Redfield (Ali Larter), Jill Valentine (Sienna Guillory) ou Carlos Oliveira (Oded Fehr) qui vont l'accompagner dans son combat contre Umbrella.
Malgré des critiques généralement mitigées ou négatives, l'hexalogie est un succès au box-office. Tous les opus, à l'exception du dernier, ont démarré leur exploitation à la première place du box-office américain. La série détient le record de l'adaptation d'un jeu vidéo ayant eu le plus de succès, record dévoilé dans l'édition vidéo-ludique du livre Guinness des records. C'est aussi la série adaptée d'un jeu ayant rapporté le plus d'argent, avec plus de 1 milliard de dollars cumulés pour un budget total de 290 millions de dollars.
Après la sortie du dernier film de l'hexalogie en 2016, Constantin Film produit un reboot intitulé Bienvenue à Raccoon City, sorti en 2021. Plus fidèle à l'univers des jeux, il met en scène des personnages issus de la franchise japonaise mais ce film a été très mal reçu par le public.
Une série télévisée, devant à l'origine se dérouler dans l'univers de l'hexalogie mais finalement indépendante, a été lancée en 2022 sur le service Netflix.

## Films
Hexalogie

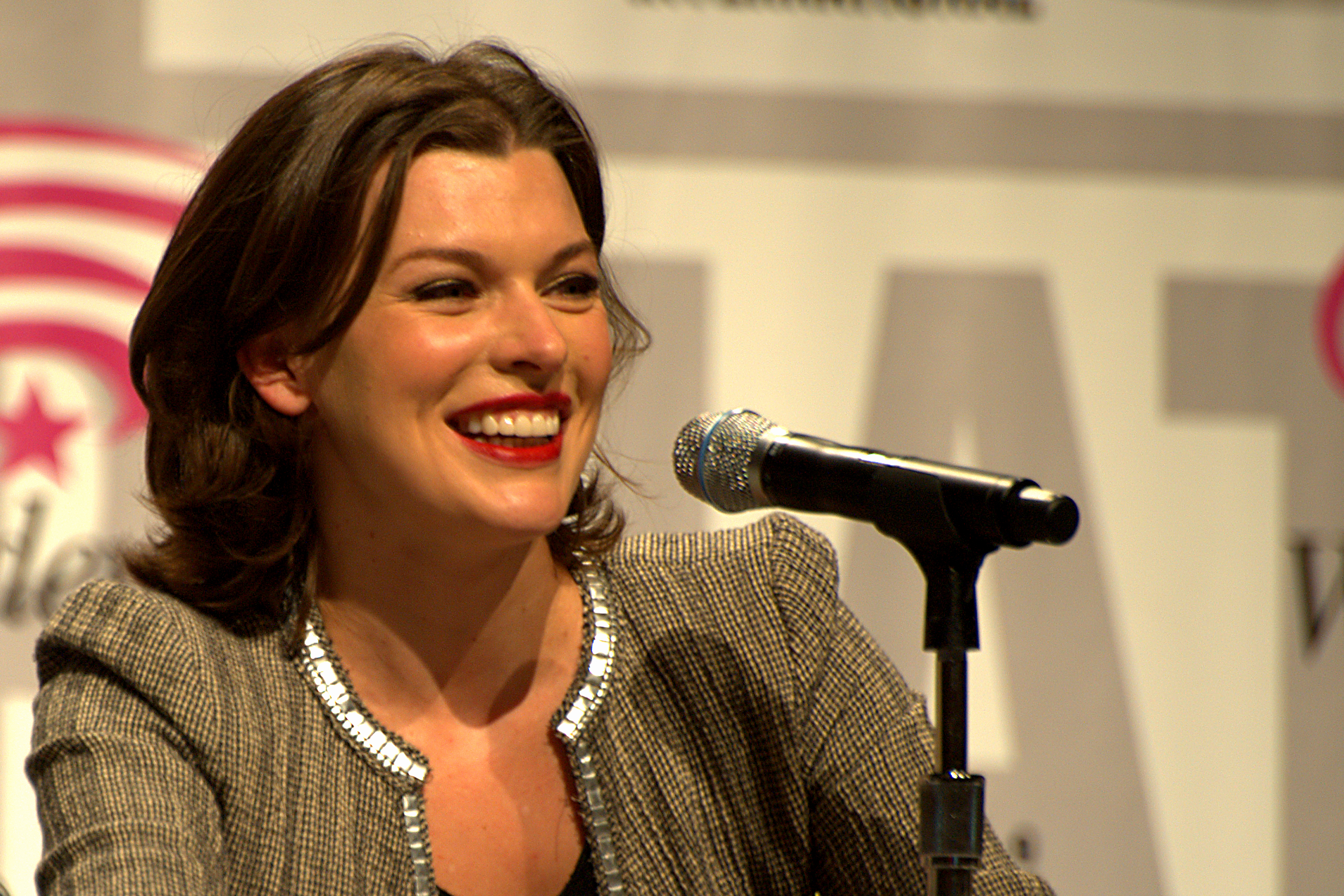
Milla Jovovich interprète d’Alice, le seul personnage présent dans tous les films de l'hexalogie.

En noir, les pays où la série a été tournée.

- Resident Evil de Paul W. S. Anderson, sorti en 2002 ;
- Resident Evil: Apocalypse de Alexander Witt, sorti en 2004 ;
- Resident Evil: Extinction de Russell Mulcahy, sorti en 2007 ;
- Resident Evil: Afterlife de Paul W. S. Anderson, sorti en 2010 ;
- Resident Evil: Retribution de Paul W. S. Anderson, sorti en 2012 ;
- Resident Evil : Chapitre final de Paul W. S. Anderson, sorti en 2016.

Reboot
- Resident Evil : Bienvenue à Raccoon City de Johannes Roberts, sorti en 2021.

### Hexalogie

#### Resident Evil(2002)
Dans un immense laboratoire pharmaceutique souterrain appartenant à la puissante multinationale Umbrella Corporation appelé le Hive, un mystérieux virus est volontairement libéré. En réponse, l’intelligence artificielle qui gère le complexe, la Reine Rouge, déclenche une procédure de quarantaine et tue tout le personnel scientifique pour contenir la menace.
Pendant ce temps, dans un luxueux manoir, situé au-dessus du Hive, une jeune femme nommée Alice (interprétée par Milla Jovovich) se réveille nue dans une baignoire, amnésique. Alors qu’elle explore le manoir pour comprendre ce qui s’est passé, elle rencontre Matt Addison (Eric Mabius), un homme se présentant comme policier.
Avant qu’ils puissent en apprendre davantage, un commando d’élite d’Umbrella fait irruption dans le manoir. Leur mission : enquêter sur la mise en quarantaine soudaine du Hive. Le groupe de soldats comprend le chef James “One” Shade (Colin Salmon), Rain Ocampo (Michelle Rodríguez), Chad Kaplan (Martin Crewes), J.D. Salinas (Pasquale Aleardi), Olga (le médecin, Liz May Brice) et deux autres soldats.
Le commando découvre qu’Alice est en réalité une ex-agent de sécurité d’Umbrella affectée au Hive, et qu’elle a perdu la mémoire suite à une exposition au gaz neurotoxique libéré pendant le confinement. Alice et Matt sont contraints d’accompagner l’équipe dans leur descente vers le Hive via un train souterrain.
À bord, ils retrouvent Spencer Parks (James Purefoy), un autre ex-agent d’Umbrella et compagnon d’Alice, également amnésique. Ensemble, ils vont bientôt découvrir que la mort n’était que le début.

#### Resident Evil: Apocalypse(2004)
Alice, une employée du service de sécurité de la compagnie, qui avait tenté de la trahir, a été capturée, puis emmenée dans un hôpital de Raccoon City, juste après avoir vu le dernier survivant du manoir, Matt, enlevé sous ses yeux.
Se réveillant après un laps de temps inconnu, elle s'échappe de ce lieu a priori désert pour découvrir l'horreur : la ville entière est en proie au même mal qui a rongé le Hive. Les habitants se zombifient les uns après les autres, des créatures infâmes rôdent dans le centre-ville à la recherche de victimes potentielles. Déjà, les autorités, poussées par Umbrella, décident de fermer les ponts permettant de sortir de Raccoon City, piégeant ainsi le reste de la population.
Pour Alice, il est temps de savoir ce qu'il se passe. Elle rencontrera d'autres survivants, ainsi que des membres d'une unité d'élite, appelée STARS.
Leur but sera de s'échapper car la contamination avance à grands pas, et il ne restera bientôt plus de survivants. Malheureusement, Umbrella a ordonné le bouclage de Racoon afin d'éviter que le virus ne sorte de la ville. La seule solution pour Alice et ses coéquipiers est de retrouver la fille d'un membre important de Umbrella, disparue alors qu'elle devait être extraite et mise en sécurité dès la connaissance de la contamination du Hive. En échange de cette recherche, ce membre important leur permettra de s'enfuir de Racoon City; Umbrella a en effet l'intention d'exterminer l'ensemble de la population (aussi bien les zombies que les humains restants) de la ville à l'aide d'un missile nucléaire pour arrêter le virus et détruire les preuves.

#### Resident Evil: Extinction(2007)
Après les événements de l'accident de Raccoon City, Alice (Milla Jovovich) erre dans le désert du Nevada, à la recherche de survivants. Ces derniers sont quasi inexistants, le monde étant envahi par le virus T.
Entre-temps, un convoi de survivants, non loin d'Alice, parcourt le désert avec comme dirigeants : Claire Redfield (Ali Larter), Carlos Olivera (Oded Fehr), L.J. (Mike Epps), K-Mart (Spencer Locke), Betty (Ashanti), Mikey (Chris Egan) et Chase (Linden Ashby).
Tandis que, dans une base souterraine d'Umbrella, le docteur Isaac (Iain Glen) tente de créer un vaccin contre le virus T, Alice découvre un carnet disant qu'une ville d'Alaska, Arcadia, n'est pas touchée par le virus. Le convoi veut camper près d'un motel, mais à l'intérieur, un zombie mord L.J., sans que ce dernier n'en informe ses camarades.

#### Resident Evil: Afterlife(2010)
Alice arrive à Tokyo pour attaquer et détruire la forteresse souterraine d'Umbrella Corporation. Elle y arrive, au prix de ses clones, et s'apprête à tuer Albert Wesker dans un hélicoptère mais l'homme lui injecte un sérum détruisant tous les pouvoirs qu'elle avait acquis. L'hélicoptère s'écrase contre une montagne, mais Alice survit, et apparemment pas Wesker.
Six mois plus tard, à bord d'un avion, Alice part vers Arcadia, une ville où seraient allés ses amis Claire Redfield et K-mart. Il n'y a qu'une piste d’atterrissage, et nulle trace de survivants. Alice retrouve Claire, mais cette dernière a perdu la mémoire. Les deux femmes se rendent en avion à Los Angeles et découvrent qu'un immeuble qui servait de prison abrite un groupe de survivants. Alice et Claire y atterrissent et font la connaissance de Luther, Bennett, Crystal, Kim Young, Angel Ortiz, Wendell et, contre toute attente, le frère de Claire, Chris Redfield. Alice apprend qu'Arcadia est en fait un cargo mouillant dans l'océan à deux pas de la ville. Mais l'avion d'Alice ne contient que deux places, et elle ne pourra pas faire plusieurs atterrissages à la suite.

#### Resident Evil: Retribution(2012)
Alice (Milla Jovovich) se réveille dans une banlieue chic de Raccoon City. Elle se retrouve mariée à Todd, un homme parfait qui, étrangement, ressemble comme deux gouttes d'eau à Carlos Oliveira (Oded Fehr) et est mère d'une petite fille idéale. Mais qu'en est-il d'Umbrella Corporation et de l'infection ? N'était-ce qu'un rêve ?
Tout semble bien se passer jusqu'au moment où Alice et sa famille se retrouvent attaqués par une horde de morts-vivants. La situation dégénère et la vie d'Alice se transforme en cauchemar.
Cette dernière se réveille brusquement dans une cellule d'Umbrella Corporation. Elle se rend compte que tout n'était qu'un rêve. Alice est alors libérée de sa cellule. Elle rencontre par la suite Ada Wong (Li Bingbing), bras droit d'Albert Wesker, qui lui révèle qu'elle se trouve dans une des installations les plus importantes d'Umbrella Corporation se situant en Russie et que, désormais, la Reine Rouge contrôle toutes les infrastructures.
Alice ne se trouve alors aucun autre objectif que de fuir le laboratoire. Mais elle se rendra compte que le complexe est plein de surprises. L'héroïne sera confrontée à Jill Valentine (Sienna Guillory), une ancienne alliée désormais contrôlée par Umbrella, aux clones de ses anciens amis décédés : Rain (Michelle Rodriguez), One (Colin Salmon), Carlos (Oded Fehr) ou Ada qui se révélera jouer un double jeu. Alice découvrira que les événements qu'elle a vécus dans la banlieue de Raccoon City n'étaient pas un rêve.

#### Resident Evil: Chapitre final(2016)
À la suite des précédents événements, l'humanité vacille après qu'Alice a été trahie par Albert Wesker à Washington D.C.. En tant que dernière survivante de ce qui devrait être le dernier rempart de l'humanité face aux hordes de zombies, Alice doit retourner là où le cauchemar a commencé, à Raccoon City, où Umbrella Corporation rassemble ses forces pour un dernier assaut contre les derniers survivants de l'apocalypse zombies.
Dans une course contre la montre, Alice joint ses forces à celles d'anciens amis et à un allié inattendu pour une bataille contre les hordes de zombies et les monstres mutants. Entre la perte de ses pouvoirs et les attaques d'Umbrella, ce sera l'aventure la plus difficile d'Alice tandis qu'elle se bat pour sauver l'humanité, à un souffle de l'oubli.

### Reboot

#### Resident Evil: Bienvenue à Raccoon City(2021)
Dans les années 1980, Claire Redfield et son frère ainé Chris vivent dans l'orphelinat de la ville de Raccoon City. Claire y rencontre Lisa Trevor, une petite-fille défigurée victime des expériences du Dr William Birkin. Ce dernier est employé par le géant pharmaceutique Umbrella Corporation. Choisie pour subir elle aussi ces expériences, Claire s'enfuit.
En 1998, désormais adulte, Claire revient à Raccoon City. Alertée par Ben Bertolucci, elle veut avertir son frère, qui travaille aujourd'hui pour la police locale, des dangers qui planent sur la ville. Après le départ d'Umbrella, Racoon City est à l'agonie. L'exode de la société a laissé la ville en friche. Au poste de police, le chef Brian Irons ordonne à Chris et ses collègues (Jill Valentine, Richard Aiken, Brad Vickers et Albert Wesker) d'aller secourir l'équipe Alpha près du manoir Spencer.

## Fiche technique
Sauf indication contraire, les informations mentionnées dans cette section peuvent être confirmées par la base de données cinématographiques IMDb,  présente dans la section « Liens externes ».
|                               | Films                                                  | Films                                                  | Films                                                  | Films                                                  | Films                                                  | Films                                                  |
| Resident Evil (2002)          | Apocalypse (2004)                                      | Extinction (2007)                                      | Afterlife (2010)                                       | Retribution (2012)                                     | Chapitre final (2016)                                  |                                                        |
| ----------------------------- | ------------------------------------------------------ | ------------------------------------------------------ | ------------------------------------------------------ | ------------------------------------------------------ | ------------------------------------------------------ | ------------------------------------------------------ |
| Sous-titres québécois         | Les créatures maléfiques                               | Apocalypse                                             | L'Extinction                                           | L’Au-delà                                              | Le Châtiment                                           | L'ultime chapitre                                      |
| Réalisateurs                  | Paul W. S. Anderson                                    | Alexander Witt                                         | Russell Mulcahy                                        | Paul W. S. Anderson                                    | Paul W. S. Anderson                                    | Paul W. S. Anderson                                    |
| Scénariste                    | Paul W. S. Anderson                                    | Paul W. S. Anderson                                    | Paul W. S. Anderson                                    | Paul W. S. Anderson                                    | Paul W. S. Anderson                                    | Paul W. S. Anderson                                    |
| Producteurs                   | Paul W. S. Anderson                                    | Paul W. S. Anderson                                    | Paul W. S. Anderson                                    | Paul W. S. Anderson                                    | Paul W. S. Anderson                                    | Paul W. S. Anderson                                    |
| Producteurs                   | Samuel Hadida                                          |                                                        |                                                        |                                                        |                                                        |                                                        |
| Producteurs                   | Jeremy Bolt                                            |                                                        |                                                        |                                                        |                                                        |                                                        |
| Producteurs                   | Bernd Eichinger                                        |                                                        | Bernd Eichinger                                        | Bernd Eichinger                                        |                                                        |                                                        |
| Producteurs                   |                                                        | Robert Kulzer                                          |                                                        |                                                        |                                                        |                                                        |
| Producteurs                   |                                                        | Don Carmody                                            |                                                        | Don Carmody                                            | Don Carmody                                            |                                                        |
| Compositeurs                  | Marco Beltrami et Marilyn Manson                       | Jeff Danna                                             | Charlie Clouser                                        | Tomandandy                                             | Tomandandy                                             | Paul Haslinger                                         |
| Monteurs                      | Alexander Berner                                       | Eddie Hamilton                                         | Niven Howie                                            | Niven Howie                                            | Niven Howie                                            | Doobie White                                           |
| Directeurs de la photographie | David Johnson                                          | Derek Rogers                                           | David Johnson                                          | Glen MacPherson                                        | Glen MacPherson                                        | Glen MacPherson                                        |
| Directeurs de la photographie | Christian Sebaldt                                      |                                                        |                                                        |                                                        |                                                        |                                                        |
| 3D                            |                                                        |                                                        |                                                        | RealD 3D / IMAX 3D                                     | RealD 3D / IMAX 3D                                     | RealD 3D / IMAX 3D / 4DX                               |
| Budget                        | 35 millions de dollars                                 | 45 millions de dollars                                 | 45 millions de dollars                                 | 60 millions de dollars                                 | 65 millions de dollars                                 | 40 millions de dollars                                 |
| Classification                | Interdit au mineurs de moins de 17 ans non accompagnés | Interdit au mineurs de moins de 17 ans non accompagnés | Interdit au mineurs de moins de 17 ans non accompagnés | Interdit au mineurs de moins de 17 ans non accompagnés | Interdit au mineurs de moins de 17 ans non accompagnés | Interdit au mineurs de moins de 17 ans non accompagnés |
| Classification                | Interdit aux moins de 12 ans                           | Interdit aux moins de 12 ans                           | Interdit aux moins de 12 ans                           | Tous publics avec avertissement                        | Interdit aux moins de 12 ans                           | Interdit aux moins de 12 ans                           |
| Genres                        | Action, horreur et science-fiction                     | Action, horreur et science-fiction                     | Action, horreur et science-fiction                     | Action, horreur et science-fiction                     | Action, horreur et science-fiction                     | Action, horreur et science-fiction                     |
| Durée                         | 100 minutes                                            | 98 minutes                                             | 95 minutes                                             | 97 minutes                                             | 96 minutes                                             | 106 minutes                                            |
| Dates de sortie               | 15 mars 2002                                           | 10 septembre 2004                                      | 21 septembre 2007                                      | 10 septembre 2010                                      | 14 septembre 2012                                      | 27 janvier 2017                                        |
| Dates de sortie               | 3 avril 2002                                           | 6 octobre 2004                                         | 3 octobre 2007                                         | 22 septembre 2010                                      | 26 septembre 2012                                      | 25 janvier 2017                                        |
| Pays d'origine                | Allemagne                                              | Allemagne                                              | Allemagne                                              | Allemagne                                              | Allemagne                                              | Allemagne                                              |
| Pays d'origine                | France                                                 |                                                        |                                                        |                                                        |                                                        |                                                        |
| Pays d'origine                |                                                        | États-Unis                                             |                                                        |                                                        |                                                        |                                                        |
| Pays d'origine                | Canada                                                 |                                                        |                                                        |                                                        |                                                        |                                                        |
| Pays d'origine                | Royaume-Uni                                            |                                                        |                                                        |                                                        |                                                        |                                                        |
| Pays d'origine                |                                                        |                                                        | Australie                                              |                                                        |                                                        | Australie                                              |
| Sociétés de production        | Constantin Film                                        | Constantin Film                                        | Constantin Film                                        | Constantin Film                                        | Constantin Film                                        | Constantin Film                                        |
| Sociétés de production        | Impact Pictures                                        |                                                        |                                                        |                                                        |                                                        |                                                        |
| Sociétés de production        | Davis Films                                            |                                                        |                                                        |                                                        |                                                        |                                                        |
| Sociétés de production        | New Legacy Films                                       |                                                        |                                                        |                                                        |                                                        |                                                        |
| Distribution                  | Screen Gems (USA) / Metropolitan Filmexport (France)   | Screen Gems (USA) / Metropolitan Filmexport (France)   | Screen Gems (USA) / Metropolitan Filmexport (France)   | Screen Gems (USA) / Metropolitan Filmexport (France)   | Screen Gems (USA) / Metropolitan Filmexport (France)   | Screen Gems (USA) / Metropolitan Filmexport (France)   |

## Distribution
| Personnages                             | Films                | Films              | Films             | Films                 | Films              | Films                 | Films                           |  |
| Personnages                             | Resident Evil (2002) | Apocalypse (2004)  | Extinction (2007) | Afterlife (2010)      | Retribution (2012) | Chapitre final (2016) | Bienvenue à Raccoon City (2021) |  |
| --------------------------------------- | -------------------- | ------------------ | ----------------- | --------------------- | ------------------ | --------------------- | ------------------------------- |  |
| Alice / Alicia Marcus                   | Milla Jovovich       | Milla Jovovich     | Milla Jovovich    | Milla Jovovich        | Milla Jovovich     | Milla Jovovich        |                                 |  |
| Rain Ocampo                             | Michelle Rodríguez   |                    |                   |                       | Michelle Rodríguez |                       |                                 |  |
| Matt Addison / Nemesis                  | Eric Mabius          | Matthew G. Taylor  |                   |                       |                    |                       |                                 |  |
| James "One" Shade                       | Colin Salmon         |                    |                   |                       | Colin Salmon       |                       |                                 |  |
| La Reine Rouge / La Reine Blanche       | Michaela Dicker      |                    | Madeline Carroll  |                       | Megan Charpentier  | Ever Gabo Anderson    |                                 |  |
| Spence Parks                            | James Purefoy        |                    |                   |                       |                    |                       |                                 |  |
| Chad Kaplan                             | Martin Crewes (en)   |                    |                   |                       |                    |                       |                                 |  |
| J. D. Salinas                           | Pasquale Aleardi     |                    |                   |                       |                    |                       |                                 |  |
| Lisa Addison                            | Heike Makatsch       |                    |                   |                       |                    |                       |                                 |  |
| Dr William Birkin                       | Jason Isaacs         |                    |                   |                       |                    |                       | Neal McDonough                  |  |
| Jill Valentine                          |                      | Sienna Guillory    |                   | Sienna Guillory       | Sienna Guillory    |                       | Hannah John-Kamen               |  |
| Carlos Olivera                          |                      | Oded Fehr          | Oded Fehr         |                       | Oded Fehr          |                       |                                 |  |
| Sam Isaac / Dr. Alexander Roland Isaacs |                      | Iain Glen          | Iain Glen         |                       |                    | Iain Glen             |                                 |  |
| Lloyd Jefferson Wayne                   |                      | Mike Epps          | Mike Epps         |                       |                    |                       |                                 |  |
| Timothy Cain                            |                      | Thomas Kretschmann |                   |                       |                    |                       |                                 |  |
| Angela Ashford                          |                      | Sophie Vavasseur   |                   |                       |                    |                       |                                 |  |
| Dr Charles Ashford                      |                      | Jared Harris       |                   |                       |                    |                       |                                 |  |
| Terri Morales                           |                      | Sandrine Holt      |                   |                       |                    |                       |                                 |  |
| Peyton Wells                            |                      | Raz Adoti (en)     |                   |                       |                    |                       |                                 |  |
| Nicholai Ginovaef                       |                      | Zack Ward          |                   |                       |                    |                       |                                 |  |
| Claire Redfield                         |                      |                    | Ali Larter        | Ali Larter            |                    | Ali Larter            | Kaya Scodelario                 |  |
| Albert Wesker                           |                      |                    | Jason O'Mara      | Shawn Roberts         | Shawn Roberts      | Shawn Roberts         | Tom Hopper                      |  |
| K-Mart                                  |                      |                    | Spencer Locke     | Spencer Locke         |                    |                       |                                 |  |
| Infirmière Betty                        |                      |                    | Ashanti           |                       |                    |                       |                                 |  |
| Mikey                                   |                      |                    | Chris Egan        |                       |                    |                       |                                 |  |
| Chase                                   |                      |                    | Linden Ashby      |                       |                    |                       |                                 |  |
| Otto                                    |                      |                    | Joe Hursley       |                       |                    |                       |                                 |  |
| Capitaine Slater                        |                      |                    | Matthew Marsden   |                       |                    |                       |                                 |  |
| Luther West                             |                      |                    |                   | Boris Kodjoe          | Boris Kodjoe       |                       |                                 |  |
| Chris Redfield                          |                      |                    |                   | Wentworth Miller      |                    |                       | Robbie Amell                    |  |
| Bennett Sinclair                        |                      |                    |                   | Kim Coates            |                    |                       |                                 |  |
| Angel Ortiz                             |                      |                    |                   | Sergio Peris-Mencheta |                    |                       |                                 |  |
| Crystal W.                              |                      |                    |                   | Kacey Barnfield       |                    |                       |                                 |  |
| Kim Young                               |                      |                    |                   | Norman Yeung          |                    |                       |                                 |  |
| Leon S. Kennedy                         |                      |                    |                   |                       | Johann Urb         |                       | Avan Jogia                      |  |
| Ada Wong                                |                      |                    |                   |                       | Li Bingbing        |                       | Lily Gao                        |  |
| Barry Burton                            |                      |                    |                   |                       | Kevin Durand       |                       |                                 |  |
| Becky                                   |                      |                    |                   |                       | Aryana Engineer    |                       |                                 |  |
| Abigail                                 |                      |                    |                   |                       |                    | Ruby Rose             |                                 |  |
| Doc                                     |                      |                    |                   |                       |                    | Eoin Macken           |                                 |  |
| Christian                               |                      |                    |                   |                       |                    | William Levy          |                                 |  |
| Commandant Chu                          |                      |                    |                   |                       |                    | Joon-gi Lee           |                                 |  |
| Colbat                                  |                      |                    |                   |                       |                    | Rola                  |                                 |  |
| Razor                                   |                      |                    |                   |                       |                    | Fraser James          |                                 |  |
| James Marcus                            |                      |                    |                   |                       |                    | Mark Simpson          |                                 |  |
| Brian Irons                             |                      |                    |                   |                       |                    |                       | Donal Logue                     |  |
| Sherry Birkin                           |                      |                    |                   |                       |                    |                       | Holly de Barros                 |  |
| Brad Vickers                            |                      |                    |                   |                       |                    |                       | Nathan Dales                    |  |
| Annette Birkin                          |                      |                    |                   |                       |                    |                       | Janet Porter                    |  |
| Enrico Marini                           |                      |                    |                   |                       |                    |                       | Sammy Azero                     |  |
| Richard Aiken                           |                      |                    |                   |                       |                    |                       | Chad Rook                       |  |
| Kevin Dooley                            |                      |                    |                   |                       |                    |                       | Dylan Taylor                    |  |
| Ben Bertolucci                          |                      |                    |                   |                       |                    |                       | Josh Cruddas                    |  |
| Lisa Trevor                             |                      |                    |                   |                       |                    |                       | Marina Mazepa                   |  |
| Louise                                  |                      |                    |                   |                       |                    |                       | Jenny Young                     |  |

## Accueil

### Box-office
Chaque opus, à l'exception du dernier, a démarré son exploitation à la première place du box-office américain.
Le dernier opus, Chapitre final, est néanmoins celui ayant rapporté le plus de bénéfices. Il est suivi par Afterlife, puis Retribution, Extinction et enfin par Apocalypse. Le premier volet est celui qui a rapporté le moins de bénéfices.
Ces chiffres permettent à la série de détenir le record de l'adaptation d'un jeu vidéo ayant eu le plus de succès, record dévoilé dans l'édition vidéo-ludique du livre Guinness des records. En tout, la série a rapporté plus d'un milliard de dollars, faisant d'elle la série adaptée d'un jeu ayant rapporté le plus d'argent.
Malgré le fait qu'il soit l'opus ayant rapporté le plus de bénéfices, Chapitre final est l'opus ayant rapporté le moins aux États-Unis et en France.
| Film                                     | Recettes américaines ($) | Recettes françaises (entrées) | Recettes mondiales ($) | Budget ($) | Référence   |  |
| ---------------------------------------- | ------------------------ | ----------------------------- | ---------------------- | ---------- | ----------- |  |
| Resident Evil                            | 40 119 709               | 1 110 752                     | 102 984 862            | 33 000 000 | [ 4 ]       |  |
| Resident Evil: Apocalypse                | 51 201 453               | 990 268                       | 129 342 769            | 45 000 000 | [ 5 ]       |  |
| Resident Evil: Extinction                | 50 648 679               | 581 802                       | 148 412 065            | 45 000 000 | [ 6 ]       |  |
| Resident Evil: Afterlife                 | 60 128 566               | 911 582                       | 300 228 084            | 60 000 000 | [ 7 ]       |  |
| Resident Evil: Retribution               | 42 345 531               | 517 211                       | 240 004 424            | 65 000 000 | [ 8 ]       |  |
| Resident Evil: Chapitre final            | 26 830 068               | 322 324                       | 312 242 626            | 40 000 000 | [ 9 ]       |  |
| Resident Evil : Bienvenue à Raccoon City | 17 000 612 $             | 203 321 entrées               | 41 914 915 $           |            |             |  |
| Total                                    | 271 274 006              | 4 443 939                     | 1 233 214 830          |            | 288 000 000 |  |

### Critiques
Tout le long de son parcours, la série a reçu généralement des critiques mitigées ou négatives.
L'opus le mieux accueilli par la critique est le premier film. Apocalypse est celui ayant reçu le plus mauvais accueil. Les autres volets obtiennent des critiques assez semblables à ces films.
| Film                          | Rotten Tomatoes     | Metacritic        | Allociné            |
| ----------------------------- | ------------------- | ----------------- | ------------------- |
| Resident Evil                 | 34%/100 (124 notes) | 33/100 (24 notes) | 2,7/5 (14464 notes) |
| Resident Evil: Apocalypse     | 21%/100 (94 notes)  | 35/100 (26 notes) | 2,4/5 (9736 notes)  |
| Resident Evil: Extinction     | 22%/100 (125 notes) | 41/100 (12 notes) | 2,5/5 (8060 notes)  |
| Resident Evil: Afterlife      | 23%/100 (95 notes)  | 37/100 (14 notes) | 2,3/5 (5822 notes)  |
| Resident Evil: Retribution    | 31%/100 (65 notes)  | 34/100 (17 notes) | 2,2/5 (4638 notes)  |
| Resident Evil: Chapitre final | 33%/100 (79 notes)  | 49/100 (19 notes) | 2,5/5 (1967 notes)  |

## Reboot
Le 21 mai 2017, Constantin Film annonce au Festival de Cannes un reboot de la franchise Resident Evil au cinéma. Un film qui pourrait lancer une nouvelle série de films.
Le réalisateur James Wan, connu pour son travail sur les franchises horrifiques Saw, Conjuring et Insidious sera l'un des producteurs de ce reboot dont le script sera écrit par Greg Russo.
En septembre 2020, le projet de reboot est finalement confié à Johannes Roberts. Le casting est dans le même temps dévoilé avec Kaya Scodelario (Le Labyrinthe) dans le rôle de Claire Redfield, Hannah John-Kamen (Ant-Man et la Guêpe) dans celui de Jill Valentine, Robbie Amell (Upload) sera Chris Redfield, Tom Hopper (Umbrella Academy) joue Albert Wesker, Avan Jogia (Retour à Zombieland) incarne Leon S. Kennedy, et Neal McDonough (Yellowstone) pour William Birkin. Le film est attendu pour le 9 septembre 2021 et est produit par Constantin Film, la même société derrière les précédents films Resident Evil réalisés par Paul W. S. Anderson.